# Two Door Cinema Club
Two Door Cinema Club er et Indierock-band fra Nordirland. De er bl.a. kendt for de store hits "What You Know" (2011) og "Undercover Martyn". 

## Diskografi
- Tourist History (2010)
- Beacon (2012)
- Gameshow (2016)
- False Alarm (2019)

### EP
- Four Words to Stand On (2008)
- Live in Sydney (2011)
- Changing of the Seasons (2013)
- Lost Songs (Found) (2020)

| Musikgruppe | Spire Denne artikel om en musikgruppe er en spire som bør udbygges. Du er velkommen til at hjælpe Wikipedia ved at udvide den. |